# Saffron Burrows
Pour les articles homonymes, voir Burrows.
Saffron Burrows, née le 22 octobre 1972 dans le quartier londonien de St Pancras, en Angleterre, est une actrice et mannequin britannico-américaine.

## Biographie
Saffron Burrows est née dans une famille engagée politiquement. Ses deux parents sont trotskistes. Son père est architecte puis devient professeur, sa mère, Susie, est une enseignante féministe. Elle commence à quinze ans sa carrière de mannequin. Elle mesure 1,83 m.

### Carrière
Saffron fait ses premiers pas en tant qu'actrice en 1993 dans le film Au nom du père dont le casting est dominé par Daniel Day-Lewis, Emma Thompson et Pete Postlethwaite.
Mais c'est dans le film Le Cercle des amies (1995) qu'elle interprète son premier rôle significatif et dans lequel elle donne la réplique à Chris O'Donnell et Minnie Driver. Elle apparaît ensuite, en 1996 dans Hotel de Love.
En 1999, elle alterne de grosses productions hollywoodiennes comme le film de science-fiction Wing Commander ou le thriller Peur bleue tout en jouant dans des films d'auteur à l'image de The Loss of Sexual Innocence. 
L'année suivante elle est à l'affiche de deux films de Mike Figgis : Mademoiselle Julie avec Peter Mullan et Timecode avec aussi Salma Hayek.
En 2001, elle côtoie Kate Winslet dans le film Enigma et tourne Tempted avec Burt Reynolds, Peter Facinelli et Michael Arata.
Elle intègre le prestigieux casting du biopic Frida pour lequel elle retrouve Salma Hayek mais aussi Ashley Judd et Alfred Molina. Le film est un succès et fait l'ouverture de la Mostra de Venise 2002.
En 2004, elle participe au film Troie dans lequel elle joue Andromaque, la femme d'Hector, interprété par Eric Bana. En janvier 2005, elle interprète sur scène le rôle de Janey dans Earthly Paradise au Almeida Theatre de Londres. Le 30 octobre 2005 elle enchaîne avec une nouvelle prestation au prestigieux théâtre britannique, le Bristol Old Vic, dans la pièce Night Sky aux côtés de Christopher Eccleston, Bruno Langley, David Warner, Navin Chowdhry et David Baddiel.
En 2007, Saffron Burrows joue le rôle du procureur Lorraine Weller dans la quatrième saison de la série Boston Justice.
En 2008, elle apparaît dans le film The Guitar (en), joué au Sundance Film Festival, et tient l'un des rôles principaux de Braquage à l'anglaise avec Jason Statham.
En 2010, elle rejoint le casting de New York, section criminelle (Law & Order: Criminal Intent), remplaçant ainsi Julianne Nicholson (Megan Wheeler) aux côtés de Jeff Goldblum (Zach Nichols).
Entre 2014 et 2018, elle partage la vedette des quatre saisons de la série Mozart in the Jungle aux côtés de Gael Garcia Bernal.
Depuis 2019, elle est au casting de la série You.

### Vie privée
Saffron Burrows est une amie proche de l'homme politique Tony Benn. Elle se revendique comme socialiste et a dit admirer Ségolène Royal. Elle est devenue vice-présidente du National Civil Rights Movement, qu'elle avait rejoint à l'âge de onze ans.
En 1999, lors d'une interview avec Film Unlimited, Saffron Burrows révéla sa bisexualité. Depuis sa séparation avec le réalisateur Mike Figgis avec qui elle a été en couple pendant plusieurs années, jouant dans certains de ses films tels que Mademoiselle Julie ou Timecode, elle fut un temps en couple avec l'actrice Fiona Shaw. Les deux actrices ont joué ensemble dans The PowerBook, tiré d'une nouvelle de Jeanette Winterson. Elle a également été en couple pendant deux ans avec l'acteur Alan Cummings. 
En août 2013, elle s'est mariée avec sa compagne Alison Balian, auteure pour The Ellen Degeneres Show qu'elle fréquentait depuis 2007. En 2012, Saffron a donné naissance à un premier enfant, un petit garçon. En décembre 2016, elle annonce attendre un second enfant, née le 23 janvier 2017, il s'agit d'une petite fille prénommée Daisy Alice Winnie Balian-Burrows.

## Filmographie
- 1993 : Les cinq dernières minutes : Daisy (épisode Meurtres en Ardèche)
- 1994 : Extrême Limite : Chloé (saison 1, épisode 3 Top Model)
- 1993 : Au nom du père (In the Name of the Father) : Girl in Commune
- 1995 : Welcome II the Terrordome : Jodie
- 1995 : The Big One (téléfilm) : Jules
- 1995 : Le Cercle des amies : Nan Mahon
- 1996 : The Shaman
- 1996 : I Bring You Frankincense : Sarah Brown
- 1996 : Hotel de Love : Melissa Morrison
- 1996 : Karaoke (mini série) : Sandra Sollars
- 1997 : Nevada : Quinn
- 1997 : Lovelife : Zoey
- 1997 : Pour une nuit... (One Night Stand) : Supermodel
- 1997 : L'Entremetteur (The MatchMaker) : Moira Kennedy Kelly
- 1999 : Wing Commander : Lt. Cmdr. 'Angel' Devereaux
- 1999 : La Fin de l'innocence sexuelle (The Loss of Sexual Innocence) : English / Italian Twin
- 1999 : Peur bleue (Deep Blue Sea) : Dr Susan McCallister
- 1999 : Mademoiselle Julie (Miss Julie) : Miss Julie
- 2000 : Assumptions
- 2000 : Time Code (Timecode) : Emma
- 2000 : Gangster Number One (Gangster No. 1) : Karen
- 2001 : Enigma : Claire
- 2001 : Séduction fatale (Tempted) : Lilly LeBlanc
- 2001 : Hotel : Duchess of Malfi
- 2001 : La Légende des selkies (The Seventh Stream) (téléfilm) : Mairead
- 2002 : Flashpoint (téléfilm) : Dara
- 2002 : Hideous Man
- 2002 : Frida : Gracie
- 2003 : Galindez (El Misterio Galíndez) : Muriel Colber
- 2003 : Peter Pan : Narratrice (voix)
- 2004 : Troie (Troy) : Andromaque
- 2004 : Terrible Kisses : femme
- 2006 : Klimt : Léa de Castro
- 2006 : Perfect Creature : Lilly
- 2006 : Fay Grim : Juliet
- 2007 : Miss Marple (Marple: Towards Zero) (téléfilm) : Audrey Strange
- 2007 : Broken Thread : Jenny
- 2007 : À cœur ouvert (Reign Over Me) : Donna Remar
- 2007 : Dangerous Parking : Claire
- 2008 : The Guitar (en) d'Amy Redford (en) : Melody
- 2008 : Braquage à l'anglaise (The Bank Job) : Martine Love
- 2008 : Boston Justice (Boston Legal) (série télévisée) : Lorraine Weller
- 2008 : Mon meilleur ennemi : Dr Norah Skinner (saison 1)
- 2010 : New York, section criminelle (série télévisée) : Détective Serena Stevens (saison 9)
- 2010 : Bones (série télévisée) : Ike (saison 6, épisode 19)
- 2010 : Lawyers : Anne
- 2011 : Small Apartments : TBA
- 2012 : Knife Fight de Bill Guttentag : Sophia
- 2013 - 2014 : Marvel : Les Agents du SHIELD : Victoria Hand
- 2014 - 2018 : Mozart in the Jungle : Cynthia Taylor
- depuis 2019 : You : Dottie Quinn
- 2024 : Canary Black de Pierre Morel : Elizabeth Mills

## Voix francophones
En France
| - Marie Zidi dans (les séries télévisées) : - Boston Justice - The Crazy Ones - Marvel : Les Agents du SHIELD - Elementary - Déborah Perret dans : - Braquage à l'anglaise - Le Psy d'Hollywood - You (série télévisée) - Ivana Coppola dans : - Peur bleue - Troie | Et aussi - Stéphanie Murat dans Wing Commander - Françoise Cadol dans Peter Pan - Odile Cohen dans À cœur ouvert - Agnès Cirasse dans New York, section criminelle (série télévisée) - Ariane Deviègue dans Mon meilleur ennemi (série télévisée) - Géraldine Asselin dans Bones (série télévisée) - Marcha van Boven dans Mozart in the Jungle (série télévisée) - Nathalie Spitzer dans Baghead - Sandrine Henry dans Canari noir |

Au Québec
Note : la liste indique les titres québécois
| - Nathalie Coupal dans : - Terreur sous la mer - Troie - Le Vol de banque - Fay Grim : Les Secrets du passé | Et aussi - Geneviève de Rocray dans Un cercle d'amis - Marika Lhoumeau dans La fosse aux lions |